# FarmVille
 Ovo je glavno značenje pojma FarmVille. Za druga značenja pogledajte razdvojbu Farmville.
FarmVille je naziv za računalnu igru koju je razvila tvrtka Zynga 2009. godine. To je browserska igra u obliku istovremene, daljinske simulacije farme. Dostupna je kao aplikacija na društvenoj mreži Facebook i posebnoj aplikaciji za Apple iPhone. FarmVille trenutno ima više od 35 milijuna mjesečno aktivnih igrača što čini ovu igru jednom od najpopularnijih igara na društvenoj mreži Facebook. Oko 10% svih korisničkih računa na Facebooku pokreće aplikaciju.

## Vanjske poveznice
- Službena stranica